# Myopias santschii
Myopias santschii är en myrart som först beskrevs av Hugo Viehmeyer 1914.  Myopias santschii ingår i släktet Myopias och familjen myror. Inga underarter finns listade i Catalogue of Life.